# دائرة مركز باريس

شعار مدينة باريس سنتر

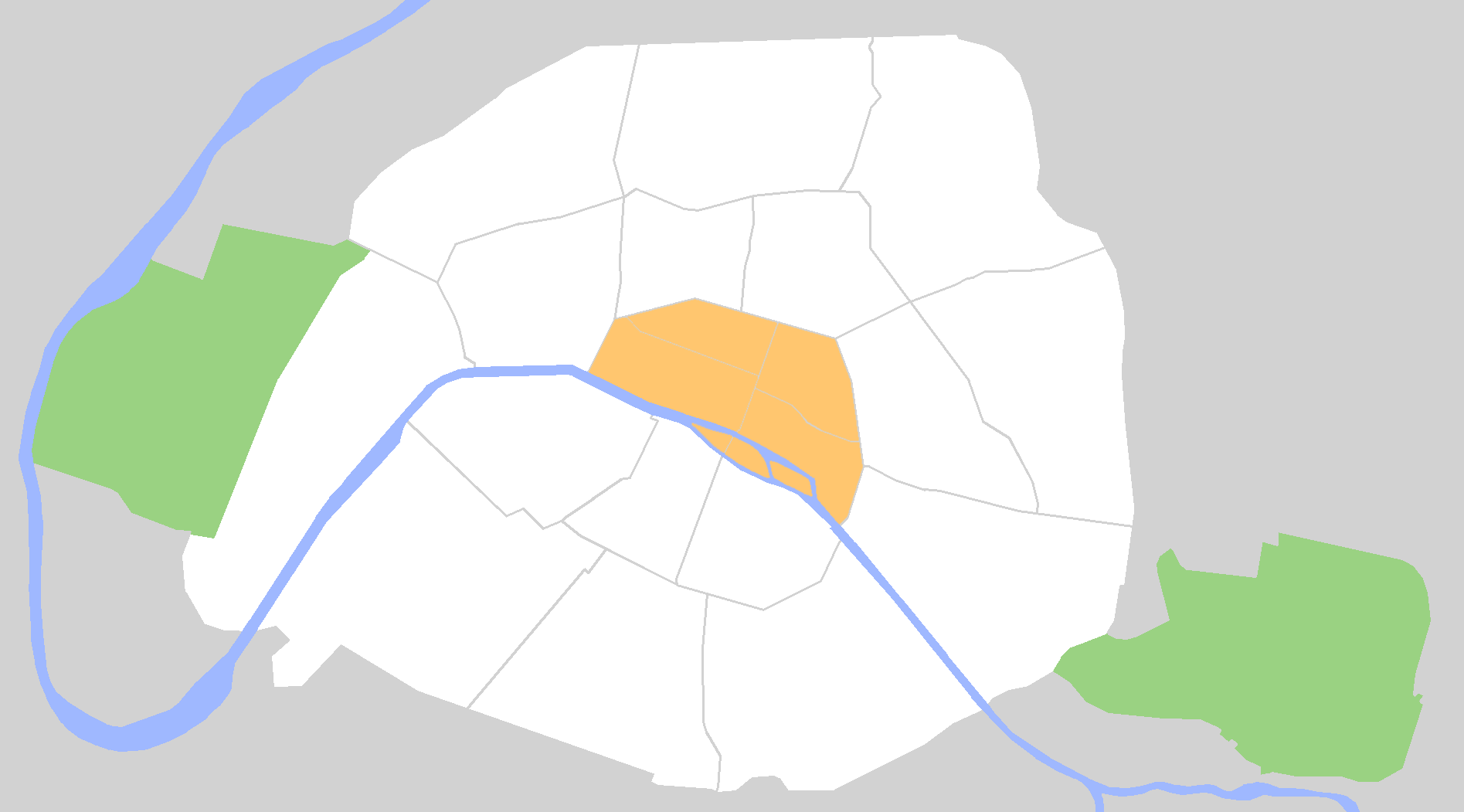
خريطة مركز باريس

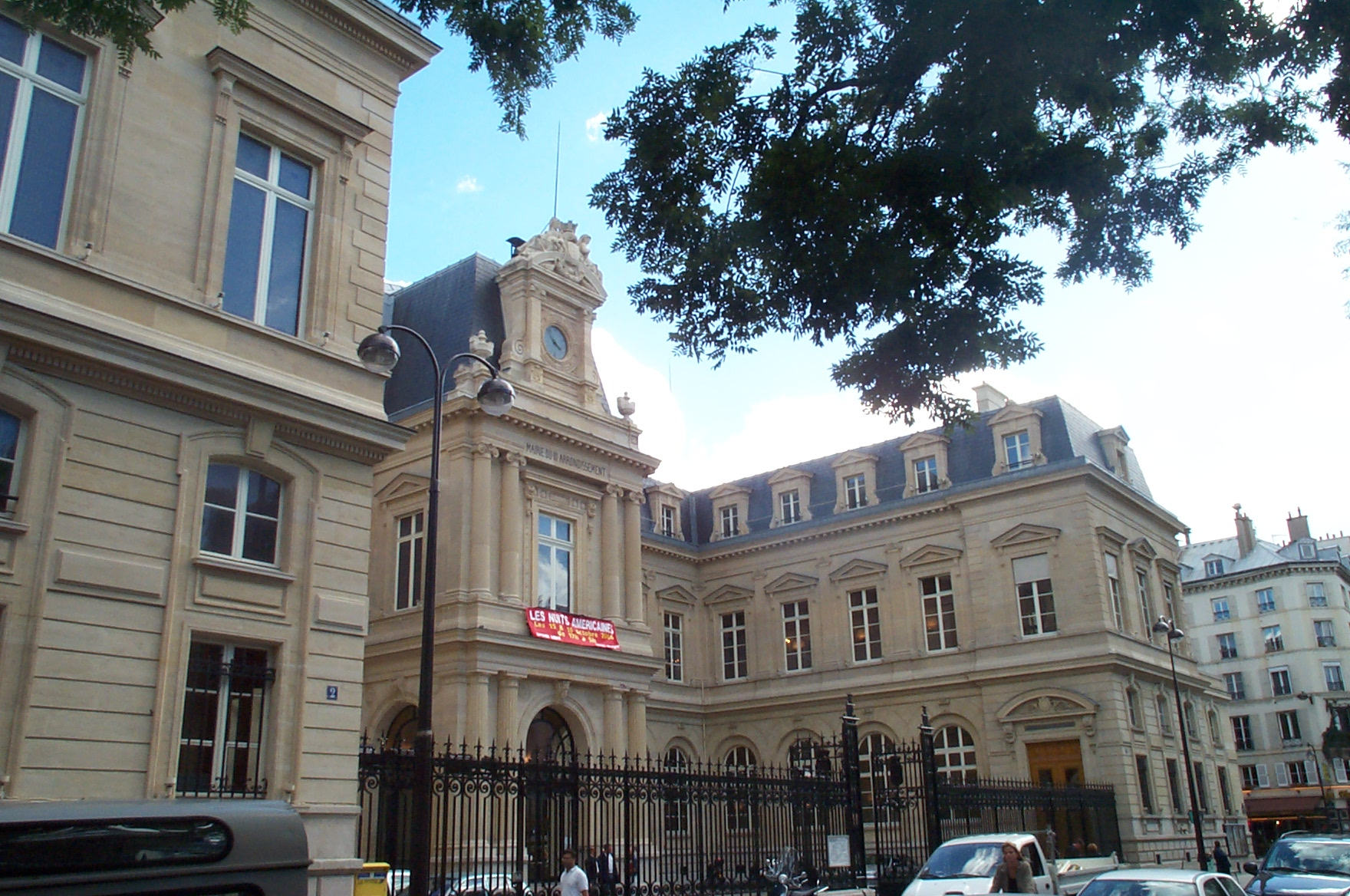
ميري (مكتب العمدة) لمركز باريس (الدائرة الثالثة سابقًا)

مركز باريس هو قسم إداري في باريس يشمل الدوائر الأولى والثانية والثالثة والرابعة من المدينة.

## تاريخ
في أغسطس 2016، اقترح الوزراء جان ميشيل بايليت وبرنار كازنوف وإستل غريلييه إصلاحات على التقسيم الإقليمي لباريس. تمت الموافقة على القانون من قبل مجلس الشيوخ في نوفمبر والجمعية الوطنية في فبراير 2017. بموجب الإصلاح تم تجميع الدوائر الأربع الأولى من الناحية السياسية. عنت التغييرات الديموغرافية أن هذه الدوائر كانت ممثلة تمثيلاً زائدًا في السابق بأكثر من 20% في مجلس المدينة من حيث عدد السكان لكل مقعد، لكن الكيان الجديد كان يضم 101,764 نسمة وثمانية مقاعد، مما يجعله مقعدًا واحدًا لكل 12,720 نسمة، أي تمثيل ناقص بنسبة 7%.
وفي أكتوبر 2018، أُجري استفتاء بريدي لاختيار اسم للناخبين المسجلين في الإقليم والبالغ عددهم 66.791 ناخبًا. حصل "مركز باريس" على 56.7% من الأصوات، و"قلب باريس" على 31.8%، وحصلت باريس 1234 على 9%، وحصل مسمى "الدوائر الأولى في باريس" على 2.5%. عندما سُئلوا عن المكان الذي يجب أن يكون مقر السلطات فيه، اختار 50.7% القاعة البلدية في الدائرة الثالثة بدلاً من الرابعة، مع كون القاعتين الأخريين أصغر من أن يتم اقتراحهما.
شارك مركز باريس لأول مرة في الانتخابات البلدية عام 2020. تم انتخاب آرييل ويل من الحزب الاشتراكي عمدةً، بعد أن كان آخر عمدة للدائرة الرابعة.